# Thirumurugan Veeran
Thirumurugan Veeran (Gurun, Malasia, 9 de enero de 1983) es un exfutbolista de Malasia que jugaba en la posición de lateral derecho.

## Carrera

### Club
| Periodo   | Club      | Apariciones | Goles |
| --------- | --------- | ----------- | ----- |
| 2005      | Kedah FA  | 8           | 0     |
| 2005-2006 | Perak FA  | 22          | 1     |
| 2006–2012 | Kedah FA  | 49          | 7     |
| 2012–2013 | Perak FA  | 34          | 0     |
| 2014–2015 | PDRM FA   | 18          | 0     |
| 2016–2017 | Perlis FA | 0           | 0     |

### Selección nacional
Jugó para Malasia en siete ocasiones de 2006 a 2007, participó en la Copa Asiática 2007 y en los Juegos Asiáticos de 2006.

## Logros
- Malaysia Cup (2) : 2007, 2008
- Malaysia FA Cup (2) : 2007, 2008
- Malaysia Super League (2) : 2007, 2008